# Estadio José Bastos Padilha
El Estadio José Bastos Padilha, más conocido como Estadio de Gávea o simplemente Gávea, es un estadio de fútbol ubicado en la sede social del Clube de Regatas do Flamengo, en Río de Janeiro, Brasil.
A pesar de ser llamado como "Estadio de Gávea", se ubica en el barrio de Lagoa, cerca del límite con los barrios de Leblon y Gávea. El nombre se hizo definitivo porque el terreno donado para su construcción quedaba en la "Freguesia da Gávea" según la antigua división administrativa de la ciudad de Río de Janeiro.